# For the Uniform
"For the Uniform" és el tretzè episodi de la cinquena temporada de la sèrie de televisió de ciència-ficció estatunidenca Star Trek: Deep Space Nine, el 111è de tota la sèrie. Originalment es van emetre en redifusió a partir del 3 de febrer de 1997. L'episodi va ser dirigit per Victor Lobl i el guió fou escrit per Peter Allan Fields. L'estrena de l'episodi va ser vista per 5.680.000 espectadors.  Continua la història iniciada a l'episodi "For the Cause". La història conclou a l'episodi "Blaze of Glory".
Ambientada al segle XXIV, la sèrie segueix les aventures a Espai Profund 9, una estació espacial situada prop d'un forat de cuc estable entre els Quadrants Alfa i Gamma de la Via Làctia, prop del planeta Bajor, mentre els bajorans es recuperen d'una brutal ocupació de dècades pels imperialistes cardassians. El Quadrant Gamma acull un imperi hostil conegut com el Domini, governat pels Fundadors que canvien de forma. A les temporades mitjanes de la sèrie, la Federació està amenaçada tant per l'Imperi Klíngon com pel Domini. En aquest episodi, [Kenneth Marshall]] torna en el seu paper recurrent com a Michael Eddington, un exoficial de la Flota Estel·lar que ha desertat als Maquis; és perseguit per Benjamin Sisko, el capità d’Espai Profund 9, que guarda rancor a Eddington per la seva traïció.

## Argument
Sisko es troba amb Michael Eddington, el seu excap de seguretat de la Flota Estel·lar, que el va trair i es va unir als Maquis. Obsessionat amb capturar el traïdor, Sisko el persegueix a la seva nau, l'USS Defiant. Però quan Sisko dóna l'ordre de disparar, la "Defiant" experimenta una fallada informàtica massiva, causada per Eddington. Deixa Sisko enfadat i humiliat, i davant d'un llarg viatge a casa.
La "Defiant" és remolcada de tornada a Espai Profund 9 per la nau estel·lar "Malinche", i el cap O'Brien comença la tasca ingent de tornar a posar la nau en funcionament. A més a més, Sisko s'assabenta que el capità Sanders de la "Malinche" ha rebut l'encàrrec de detenir Eddington, ja que la Flota Estel·lar ha perdut la fe en la capacitat de Sisko per fer la feina. Però quan s'assabenta que Eddington està atacant colònies cardassianes amb una arma que fa que els planetes siguin inhabitables per als cardassians, la "Malinche" és massa lluny per interceptar-lo. Sisko veu la seva oportunitat, i tot i que la "Defiant" encara no està completament reparada, ell i la seva tripulació porten la nau de tornada a l'espai.
La nau surt de l'estació i aviat es troba de nou amb Eddington. Eddington es burla de Sisko enviant-li una còpia de la novel·la "Els miserables" i comparant-lo amb l'obsessiu policia Javert. El capità s'adona massa tard que ha estat enganyat per coordenades falses. Mentre la tripulació parteix per trobar la ubicació real d'Eddington, rep una senyal de socors de la "Malinche": les forces maquis han emboscat i inutilitzat la nau estel·lar.
Sisko determina el proper objectiu planetari d'Eddington, però és massa tard per impedir que llanci la seva arma a l'atmosfera. La "Defiant" persegueix la nau fugitiva d'Eddington, però Eddington paralitza una nau de transport que evacua civils cardassians, obligant Sisko a interrompre la seva persecució i rescatar els cardassians indefensos.
Sisko s'adona que Eddington es veu a si mateix com un heroi noble i Sisko com el dolent obsessionat. Per aturar Eddington, Sisko decideix que ha de fer alguna cosa realment dolenta. Emet un missatge als Maquis, amenaçant d'enverinar l'atmosfera d'un dels seus mons colonials amb armes biològiques com a represàlia pels seus atacs. Quan Eddington mostra les eves intencions, Sisko duu a terme l'atac i els Maquis s'afanyen a evacuar. Sisko amenaça de fer el mateix amb totes les colònies Maquis de la Zona Desmilitaritzada, i Eddington, adonant-se que Sisko va de debò, fa el gest "heroic" d'oferir-se a canvi. Eddington és capturat i la venjança de Sisko finalment s'acaba.

## Actors convidats
- Kenneth Marshall - Michael Eddington
- Eric Pierpoint - Sanders
- Aron Eisenberg - Nog

## Recepció
El 2013, The A.V. Club va quedar impressionat per la complexitat moral de la trama, i també va elogiar el "comunicador hologràfic" com una manera "guai" de tenir més escenes entre Eddington i Sisko. Keith DeCandido de Tor.com va donar a l'episodi un 8 sobre 10.
El 2018, Vulture.com va qualificar "For the Uniform" com el desè millor episodi de Star Trek: Deep Space Nine, destacant un enfocament en els arcs argumentals de Michael Eddington i els Maquis.
El 2016, Empire va classificar aquest com el 27è millor episodi dels 50 millors episodis de tots els més de 700 episodis de televisió de Star Trek.